# Southern Granulite-Terran

Lage des Southern Granulite Terrans am südlichen Bereich des indischen Dharwar-Kratons

Das Southern Granulite-Terran hatte sich südlich des Dharwar-Kratons zwischen den westlichen und östlichen Kontinentalrändern des südlichen indischen Kontinentalblocks gebildet. Die Moyar-Bhavani-Cauvery-Suturzone trennt das Terran vom Dharwar-Kraton. Sie wird als Geosutur zwischen dem kollidierenden indischen Kontinentalblock und Azania und der Subduktion des Mosambik-Ozeans angesehen. Dieser Ozean breitete sich zwischen dem Kongo-Kraton und Tansania-Kraton sowie Madagaskar als Teil von Groß-Indien aus (siehe auch →  Tektonische Entwicklung des indischen Subkontinents). Er schloss sich um 535 mya. Nach der Trennung Afrikas von Madagaskar entstand die heutige Straße von Mosambik (siehe auch → Zerfall Gondwanas). Azania entspricht dem Antananarivo-Kraton Madagaskars (siehe auch → Entstehung von Madagaskar).

## Geostruktur und Korrelationen

Tektonische Struktur des Southern Granulite Terrans

Das Terran besteht im Wesentlichen aus dem Madurai Block und dem Trivandrum Block mit dem Nagaercoil-Block. Es nimmt eine Schlüsselposition bei der Kollision des indischen Kontinentalblocks mit Madagaskar, Ostantarktika und Australien ein. Die neoarcharischen Protolithe (Ausgangsgesteine) in der westlichen Madurai-Provinz korrelieren mit denjenigen im madegassischen Antananarivo-Kraton, während die Metasedimente der östlichen Madurai-Provinz Ähnlichkeiten den Itrem- und Molo-Gruppen von Madagaskar aufweisen. Es wird daher angenommen, dass um 829 mya der Madurai-Block mit Madagaskar bzw. Azania entlang dem Palghat Cauvery-Scherzonensystem und letztere wiederum mit dem Kongo-Tansania-Bangweulu-Block sowie dem Kalahari-Kraton unter Schließung des Mosambik-Ozeans kollidierte. Auch der ostantarktische Mawson-Kraton sowie Australien waren mit betroffen. während die östliche Provinz mit der Ongole-Provinz, dem südlichsten Segment der Ostghats und dem Wanni Complex in Sri Lanka (siehe auch → Ostgondwana) in Verbindung steht.

## Regionale Geologie

### Gesteine, Scherzonen und Metamorphosen
Das Gesteinsspektrum umfasst eine Reihe von metamorphen Gesteinen, die aus älteren Sediment-, Vulkanit- und Gneissequenzen stammen, wie Charnockite, Enderbite, Granulite, Khondalite Granite und Gneise. Viele Gesteine weisen archaische Alter zwischen 3 und 2,6 Milliarden auf. Diese Gesteine kommen u. a. in einigen Hochlandgebieten im äußersten Süden Indiens vor, wie z. B, in den Nilgiri-Bergen, der Biligirirangan-Hügeln und des Kodaikanal-Massivs. Diese Aufschlüsse werden von großen Scherzonen durchschnitten.
Die Bildung der Scherzonen sowie die der Metamorphe Fazies, die dem der Granulit-Metamorphose entspricht, liegt im zeitlichen Bereich von 700 bis 500 Millionen Jahren. Dieser Zeitabschnitt kann den tektonischen Prozessen der Pan-Afrikanische Orogenese zugeordnet werden.

### Madurai-Block
Der Madurai-Block ist der größte und nördliche Bestandteil des Southern Granulite-Terrans. Er setzt sich aus zwei unterschiedlichen geologischen Krusteneinheiten zusammensetzt. Sie werden getrennt durch die in SSW-NNE-Richtung verlaufende Karur-Kambam-Painavu-Trichur-Scherzone. Die westliche Madurai-Provinz besteht überwiegend aus in Subduktionsmillieus entstandenen neoarchaischen Magmatiten mit einem Alter von 2530 mya bis 2460 mya, welche im frühen Paläoproterozoikum zwischen 2470 und 2430 mya bei der Kollision mit dem Dharwar-Kraton entlang der Moyar-Bhavani-Cauvery Suturzone überarbeitet wurden. Überlagert werden sie im Süden und Osten durch metasedimentäre Gneise, deren Protolithe ein Alter um 1700 mya aufweisen. Die östliche Madurai-Provinz wird von einer mächtigen suprakrustalen Sequenz dominiert, die auf einem spätpaläoproterozoischen Grundgebirge aus Graniten und Gneisen mit einem Alter von 1740 bis 1620 mya abgelagert wurde, das sich durch Überarbeitung der darunter liegenden archaischen bis paläoproterozoischen Protolithe bildete. Beide Provinzen wurden während einer extensiven Dehnungsphase um 800 mya von voluminösen Intrusionen durchschlagen, verbunden mit regionalen Metamorphosen. Zwischen 580 und 500 mya kollidierten die beiden Blöcke während der Bildung Ostgondwanas mit Auffaltung des Kambam-Gürtels, intensiven Gesteinsmetamorhosen sowie Platznahme eines granitschen Plutons.

### Trivandrum-Block
Der Trivandrum-Block befindet sich am südwestlichsten Ende Indiens und schließt an den nördlich liegenden Madurai-Block an. Sie werden durch die Achankovil-Scherzone bzw. der Achankovil-Suturzone getrennt. Dieser Block besteht aus migmatiertem Gneis und überwiegend aus metasedimentären, verschieden zusammengesetzten Paragneisen, die sich während einer Akkretionsphase zum Kerala Khondalite-Gürtel formten. Das Alter der sedimentären Ausgangsgesteine wird um 1.800 mya angegeben. Metamorphosen fanden zwischen 900 und 530 mya statt. In den südlichen Bereich intrudierte der massive Nagercoil-Block aus charnockitischen Magmen. Sein Alter datiert auf 2.100 bis 2.000 mya, die Metamorphosen fanden zwischen 570 und 535 mya statt.